# Gross Rating Point
GRP (skrót od ang. Gross Rating Point) jest to wartość określająca:
- oglądalność w punktach procentowych pojedynczej emisji reklamy, lub
- sumę pojedynczych oglądalności w całej kampanii reklamowej.

Miarą GRP określana jest siła kampanii reklamowej. 
Odnosi się ona zarówno do kampanii telewizyjnych, radiowych i prasowych.